# ФК Десна Чернигов
ФК „Десна“ Чернигов (на украински: „Десна“ Чернігів на руски: „Десна“ Чернигов) е украински професионален футболен клуб от град Чернигов, създаден през 1960 г. като „Авангард“.
Отборът се състезава в най-високото ниво на украинския клубен футбол.
Играе домакинските си мачове на стадион „Юрий Гагарин“, който разполага с капацитет от 16 060 места.

## Предишни имена
| Години      | Име        |
| ----------- | ---------- |
| 1960        | „Авангард“ |
| 1961 – 1970 | „Десна“    |
| от 1977     | „Десна“    |

## Успехи

### Национални
Украйна
- Украинска Премиер Лига:
  - 8-о място (1): 2018/19
- Купа на Украйна:
  - 1/4 финалист (2): 2013/14, 2017/18
- Втора Лига: (3 ниво)
  -  Победител (3): 1996/97 (група „А“), 2005/06 (група „А“), 2012/13.

### Регионални
- Купа на Федерацията по футбол на Закарпатие „Вижибу“:
  -  Носител (1): 2002
- Купа на кмета на Евпатория:
  -  Носител (1): 2010
- Турнир Мемориал Голубеев:
  -  Победител (1): 2011
- Турнир Мемориал Макаров:
  -  Победител (1): 2014
  -  Финалист (5): 1997, 2010, 2013, 2016, 2018

 СССР

### Национални
- Купа на СССР:
  - 1/8 финал (1): 1965
- Първа Лига: (2 ниво)
  - 10-о място (1): 1961 (клас „Б“, зоны УССР)

- Шампионат на Украинска ССР:
  -  Второ място (2): 1982
- Купа на Украинска ССР:
  - 1/2 финалист (1): 1990

### Регионални
- Зимно първенство на Черниговска област:
  -  Победител (1): 1960
- Награда на Централния съвет на ДСО „Авангард“:
  -  Носител (1): 1961
- Купа на Полесие:
  -  Носител (2): 1996, 2001

### Рекорди
Най-голяма победа:
- в шампионата на СССР: 6:0 над „Старт“ Дзержинск, 1966];
- в шампионата на Украйна: 12:0 над „Боярка-2006“, Втора лига, 2005/06

Най-голяма загуба:
- в шампионата на СССР: 1:8 от „Металург“ Запорожие, 1969;
- в шампионата на Украйна: 0:6 от „Евис“ Николаев, Първа лига, 1992/93, 1:7 от „Заря“ Луганск, Втора лига, 2002/2003.

- Най-бърз гол: в 14-а секунда – Александр Кожемяченко, срещу Карпат-2, на 28 май 2006 година[3][4]

## Известни играчи
- Сергей Морозов
- Андрей Биба
- Виктор Банников
- Анатолий Матюхин
- Александр Романчук
- Андрей Ярмоленко